# Walther Petri
Walther Petri (* 11. April 1940 in Leipzig; † 27. September 2011 in Berlin) war ein deutscher freischaffender Künstler. Er arbeitete als Maler, Grafiker, Bildhauer, Autor und Lyriker.

## Leben
Nach dem Abitur im Jahr 1958 begann Petri im selben Jahr ein Studium der Angewandten Kunst in Leipzig. 1961 bis 1963 arbeitete er als Theatermaler am Theater Stralsund und absolvierte dort eine Bühnenbildassistenz.
1963 begann er ein Pädagogikstudium in Dresden, das er 1967 abschloss. Danach arbeitete er fast zehn Jahre als Lehrer für Deutsch und Kunsterziehung in Espenhain bei Leipzig. Von 1976 bis 1980 war er Mitarbeiter an der Pädagogischen Hochschule Leipzig.
Seit 1980 arbeitete Petri freischaffend. Neben seinen lyrischen Arbeiten umfasste das Werk Kinderbücher, Nachdichtungen (vor allem englische und tschechische Lyrik), Herausgaben, Hörfunkbeiträge, Dokumentarfilmtexte sowie Grafiken und Buchgestaltungen. Seine Arbeiten wurden u. a. ins Polnische, Ungarische, Litauische, Flämische, Französische und Russische übersetzt. Die erste große Werkausstellung wurde 1990 in Mülheim an der Ruhr gezeigt. 2011 starb Petri während einer Operation in Berlin.

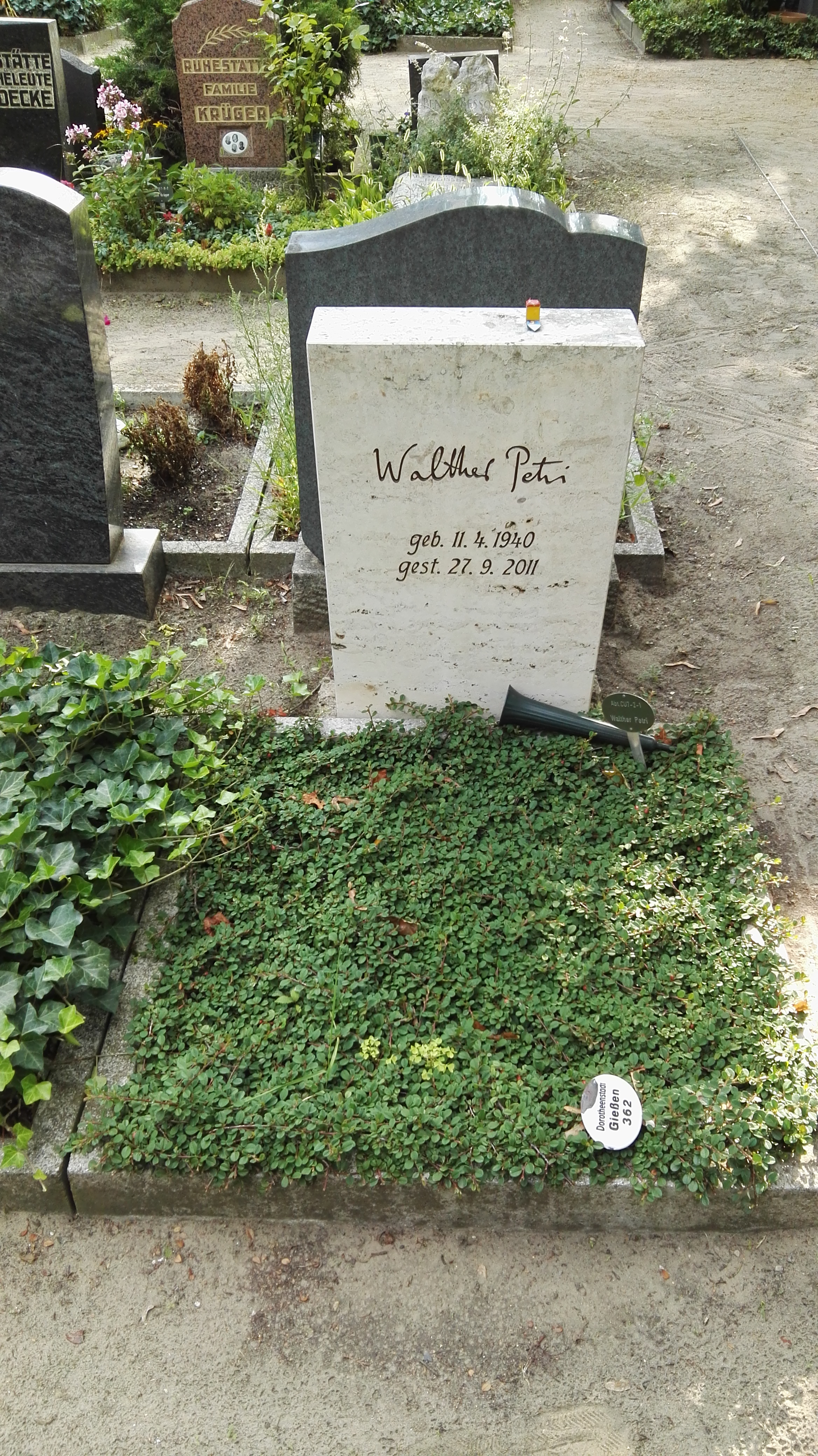
Grabstätte

Walther Petri war geschieden, hatte drei erwachsene Kinder und lebte zuletzt in Berlin. Seine Grabstätte befindet sich auf dem Dorotheenstädtischen Friedhof in Berlin.

## Auszeichnungen
Walther Petri erhielt eine Reihe von Auszeichnungen, darunter die Silberne Palme des DDR-Fernsehens, 1990 den Alex-Wedding-Preis, 1992 den vom Land Brandenburg gestifteten Eberhard-Literaturpreis und 1996 die Otto-Braun-Ehrengabe der Deutschen Schillerstiftung. 1997 wurde ihm das Bundesverdienstkreuz verliehen.

## Werke (Auswahl)

### Bücher

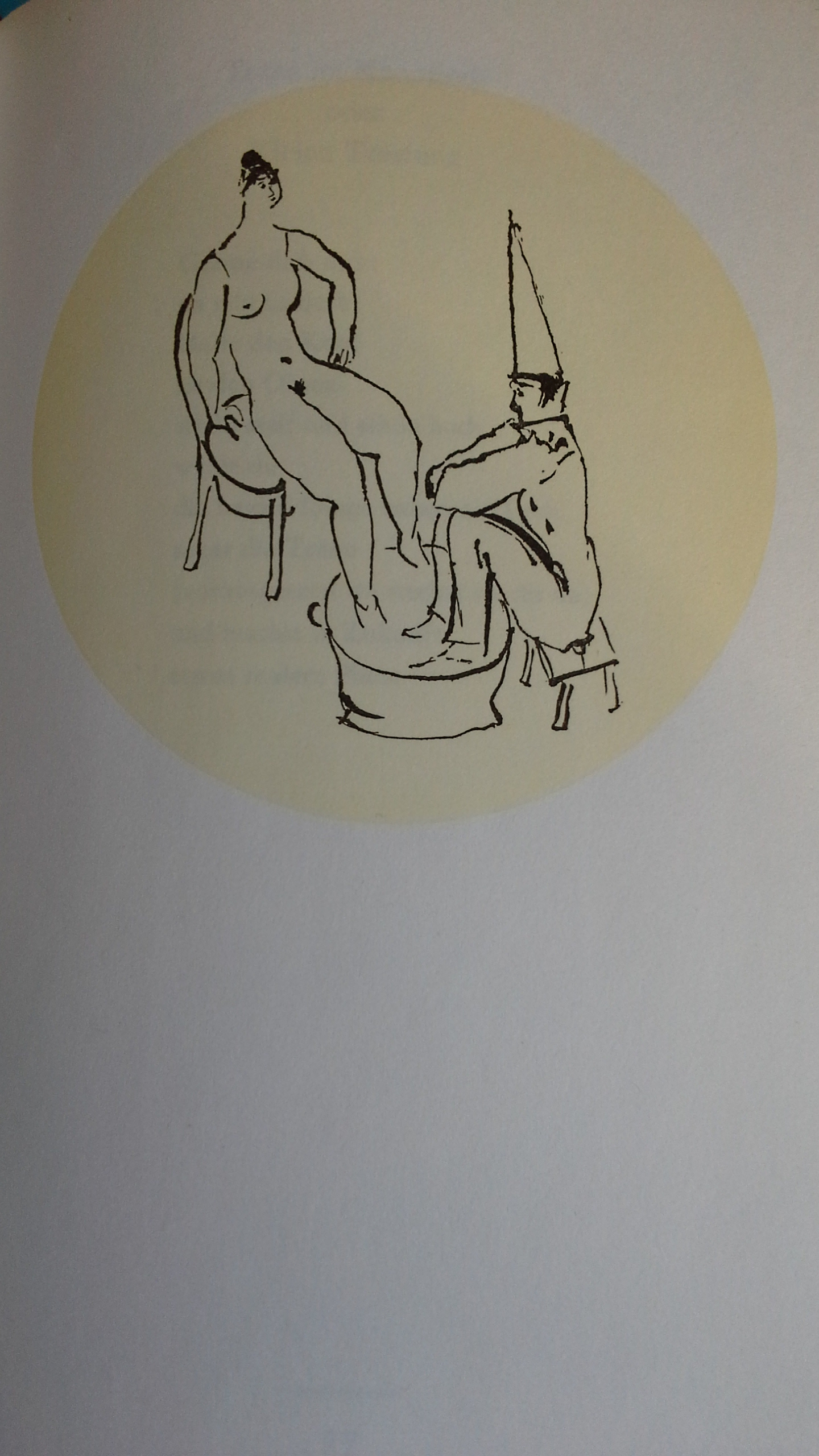
Zeichnung Petris zu Das Geschmeide des Harlekins.

- Das Geschmeide des Harlekins. Gedichte. Aufbau Verlag, 1974 (mit eigenen Zeichnungen).
- Die Güterlok aus Jüterbog. Kinderbuchverlag Berlin, 1978.
- Humbug ist eine Bahnstation. Kinderbuchverlag Berlin, 1978.
- Ein Telegramm aus Sanssouci. Aufbau Verlag, 1980.
- Hrsg.: Das Tagebuch des Dawid Rubinowicz. Kinderbuchverlag Berlin, 1985.
- Tohuwabohu. Kinderbuchverlag Berlin, 1986.
- Ein gelber Omnibus. Kinderbuchverlag Berlin, 1987.
- Auf unabänderlichen Gründen. Aufbau Verlag, 1989.
- Der Rabe Ebar und der Sperling Anastas. Altberliner Verlag, 1989.
- Schlüssel-Erlebnisse. Blech, Mülheim an der Ruhr 1990.
- Das Derdiedasbuch. Kinderbuchverlag Berlin, 1991.
- König Edmund der Gefürchtete. Altberliner Verlag 1991.
- Menke Kenke. Faber & Faber Sisyphos Pressem 1993.
- Mein geschlagener Baum. Faber & Faber 1995.
- Trojanischer Augenblick. Mitteldeutscher Verlag, Halle 2000.
- Flugschreiber. Mitteldeutscher Verlag, Halle 2003.
- Wirklichkeit. Mitteldeutscher Verlag, Halle 2003.
- Irdische Zeichen. Donat Verlag, Bremen 2011.
- Mein Bärlin. Donat Verlag, Bremen 2011.

### Film
- Wenn Du an Chile denkst. Dokumentarfilm, DEFA 1977, Buch: Walther Petri und Konrad Weiß
- Dawids Tagebuch. Dokumentarfilm zu Dawid Rubinowicz. DEFA 1980, Buch: Walther Petri und Konrad Weiß
- Ich bin klein, aber wichtig, Filmessay über Janusz Korczak. DEFA 1988, Buch: Walther Petri und Konrad Weiß
- Wolf Kaiser. Schauspieler. Berlin – Friedrichstraße. Dokumentarfilm, 1992, Walther Petri und Roland Steiner